# Italiensk Østafrika
Italiensk Østafrika (italiensk: Africa Orientale Italiana, AOI) var en kortlivet (1936-1941) italiensk føderation i Afrika, der bestod af de etablerede italienske kolonier Italiensk Somaliland og Eritrea samt af kejserdømmet Etiopien, som kort tid inden var blevet besat efter den anden italiensk-abessinske krig. I august 1940 blev Britisk Somaliland erobret og annekteret som en del af Italiensk Østafrika.
Den anden italienske koloni i Afrika var Italiensk Nordafrika (Africa Settentrionale Italiana, eller ASI, nutidens Libyen).

## Territorium
I 1936 omfattede Italiensk Østafrika hele vore dages Etiopien, Eritrea og det meste af Somalia, undtagen det område som i dag er den de facto uafhængige republik Somaliland. Føderationen var delt i 6 provinser: Amara, Eritrea, Galla-Sidamo, Harar, Scioa og Somalia, som hver blev ledet af en italiensk guvernør. Guvernørerne stod til ansvar overfor den italienske vicekonge. De koloniale strukturer var vigtige for det fascistiske regimes forsøg på permanent at ødelægge den tidligere etiopiske stat ved at overdrage tidligere etiopisk område til de rivaliserende muslimske naboer i det italiensk administrerede Eritrea og Somalia. Italiensk Østafrika blev kortvarigt udvidet i 1940, da italienske styrker erobrede Britisk Somaliland, hvorved de skabte en samlet somalisk provins under italiensk kontrol. Denne blev delt igen – og det samme gjorde hele føderationen, da britiske styrker i 1941 besatte hele Italiensk Østafrika.

## Historie
Føderationen blev dannet i 1936 mens Italiens fascistiske diktator Benito Mussolini regerede i Italien, da Haile Selassies Etiopien led nederlag i den anden italiensk-abessinske krig.
Styret i italiensk Østafrika (Etiopien, Eritrea og Italiensk Somaliland) var hårdt for de indfødte folk, især for etiopierne, da det fascistiske styre prøvede på at ødelægge deres kultur. I februar 1937 efter et mordforsøg på vicekongen Rodolfo Graziani, beordrede Graziani italienske soldater til at gennemføre et raid mod det berømte etiopiske kloster Debre Libanos, hvor attentatmændene kortvarigt havde søgt tilflugt, og lod munke og nonner i klosteret henrette. Senere plyndrede italienske soldater indfødte bebyggelser i Addis Ababa, hvilket resulterede i at hundreder af etiopiere blev dræbt og deres hjem brændt ned.
Den fascistiske kolonipolitik i Østafrika havde et element af del og hersk i sig. Med henblik på at svække de ortodokst kristne Amhara-folk, som tidligere havde ledet Etiopien, blev områder som beboerne i Tigra og Somalia gjorde krav på overført til provinserne Eritrea og Somalia. Genopbygningsindsatsen efter krigen i 1936 var især rettet mod at bringe fordele for den muslimske befolkning på bekostning af Amhara-folket, for derigennem at styrke den muslimske støtte til den italienske koloni.
Italiens fascistiske styre tilskyndede italienske bønder til at kolonisere Østafrika ved at etablere landbrug. Der kom dog kun få italienere til området. I 1940 var kun 3.200 bønder ankommet, under 10 % af regeringens mål. Fortsat oprørsaktivitet blandt de indfødte afrikanere, manglende ressourcer, vanskeligt terræn og usikkerhed omkring de politiske og militære forhold afskrækkede fra udvikling og bosættelse.
Føderationen viste sig særdeles bekostelig at opretholde. Budgettet for Italiensk Østafrika for 1936-37 krævede 19.136 mia. lire for at skabe den nødvendige infrastruktur. På det tidspunkt var Italiens samlede indtægter kun 18.581 mia. lire.
I juni 1940, ved Italiens indtræden i 2. verdenskrig udgjorde Italiensk Østafrika en farlig trussel mod britiske interesser i Afrika. Fra deres synspunkt kunne et vellykket italiensk angreb fra Italiensk Østafrika gennem Sudan og etableringen af en forbindelse til det italienske Libyen have isoleret vigtige britiske besiddelser i Ægypten og Suez-kanalen. Set fra en anden synsvinkel var føderationen selv isoleret fra Italien og omringet af britiske styrker i Sudan, Kenya og Britisk Somaliland. Britiske styrker i Aden kunne give afgørende fly og flådestøtte mod italienske flådestyrker i Det røde Hav. Italienske transporter ad søvejen blev afskåret af Storbritannien ved Suez kanalen. De forsyninger som nåede frem til Italiensk Østafrika kom som regel med luften, og i små portioner.
Ved indledningen af Felttoget i Østafrika var der 291.000 italienske tropper, inklusiv indfødte. Træningen af de indfødte tropper var ringe, og de italienske garnisoner lå for spredt på grund af de usædvanlig dårlige veje, og garnisonerne kunne kun fungere i en statisk rolle. da de ikke havde tilstrækkelige reserver af ammunition og brændstof. Det var derfor de allierede kunne besætte Italiensk Østafrika i 1941.
I 1940 blev det tilstødende protektorat Britisk Somaliland besat af italienske styrker og indlemmet i Italiensk Østafrika. Erobringen var den eneste sejr Italien opnåede uden støtte fra tyske tropper under 2. Verdenskrig. Besættelsen varede i omkring et år.
Den 27. marts 1941 blev fæstningen Keren erobret af britiske tropper efter et ihærdigt forsvar under general Orlando Lorenzini. Efter at Massaua havde overgivet sig den 8. april var Eritrea tabt for Italien. Krigen var tabt i maj 1941, da den sidste stilling i Amba Alagi under vicekonge Prins Amedeo af Savoyen, Hertug af Aosta overgav sig med ære, overfor en overvældende allieret styrke. Den 28. november samme år overgav general Guglielmo Nasi sig med de sidste italienske besættelsesstyrker i Gondar.
Mange italienere udkæmpede en guerillakrig i Østafrika efter Gondars overgivelse af de sidste regulære italienske styrker i november 1941. Fra november 1941 til september 1943 var der en italiensk guerillastyrke på 7.000 mand, som ikke havde accepteret overgivelsen til de allierede. De ventede på en mulig ankomst af den italiensk-tyske hær under Rommel fra Ægypten og Middelhavet, men efter slaget ved el-Alamein svandt denne modstand langsomt bort.

## Generalguvernører iAfrica Orientale Italiana
| Fra               | Til               | Navn                                     | Konge                         |
| ----------------- | ----------------- | ---------------------------------------- | ----------------------------- |
| 9. maj 1936       | 11. juni 1936     | Pietro Badoglio, hertugen af Addis Ababa | Victor Emmanuel 3. af Italien |
| 11. juni 1936     | 21. december 1937 | Rodolfo Graziani, markien af Neghelli    | Victor Emmanuel 3. af Italien |
| 21. december 1937 | 19. maj 1941      | Prins Amedeo, hertug af Aosta            | Victor Emmanuel 3. af Italien |
| 23. maj 1941      | 6. juli 1941      | Pietro Gazzera fungerende                | Victor Emmanuel 3. af Italien |
| 6. juli 1941      | 27. november 1941 | Guglielmo Nasi fungerende                | Victor Emmanuel 3. af Italien |